# Agnosticism
Agnosticism är en filosofisk riktning som förnekar att kunskap om tillvarons yttersta grunder är möjlig, särskilt kunskap om Guds existens. En person som bekänner sig till agnosticismen kallas agnostiker.

## Historia
Ordet agnosticism myntades ursprungligen av Thomas Henry Huxley kring 1868 men anses vanligen ha börjat användas av andra år 1889 då Huxley publicerade en enorm artikel med samma namn. Därför anger en del uppslagsverk 1888 som året då termen myntades. Ordet härrör från grekiska: α-γνωστικισμός, a-gnostikismósa, "icke-gnosticism" eller "icke-gnosis", ungefär "icke-kunnig", "icke-vetande".
Huxleys ursprungliga definition skiljer sig något från den som står i inledningen av denna artikel. Vad Huxley avsåg med sin definition var att man inte kunde uttala sig om det ovetbara eller tillvarons yttersta grunder. Han kom senare att bli försiktigare med att använda begreppet "det ovetbara", och menade att vad andra vet eller inte vet också är något som låg utanför hans egen horisont:
| ”                                 | Den okända regionens utsträckning, antalet problem vars undersökning slutar i domen icke bevisad, varierar i enlighet med kunskapen och de intellektuella förmågorna hos den enskilde agnostikern. Jag tycker inte mycket om att omtala någonting som 'ovetbart' [Jag medger att jag för länge sedan en eller ett par gånger begick detta misstag; och till och med kostade på det ett stort 'O'.] Vad jag är säker på är att det finns många ämnen som jag inte vet någonting om; och som, så vitt jag kan se, ligger utanför min förmåga. Men huruvida dessa saker är vetbara för någon annan är precis en av dessa frågor som ligger bortom min kunskap, även om jag kan ha en tämligen stark åsikt vad gäller fallets sannolikhet. | „ |
| – Ur Agnosticism and Christianity | |   |

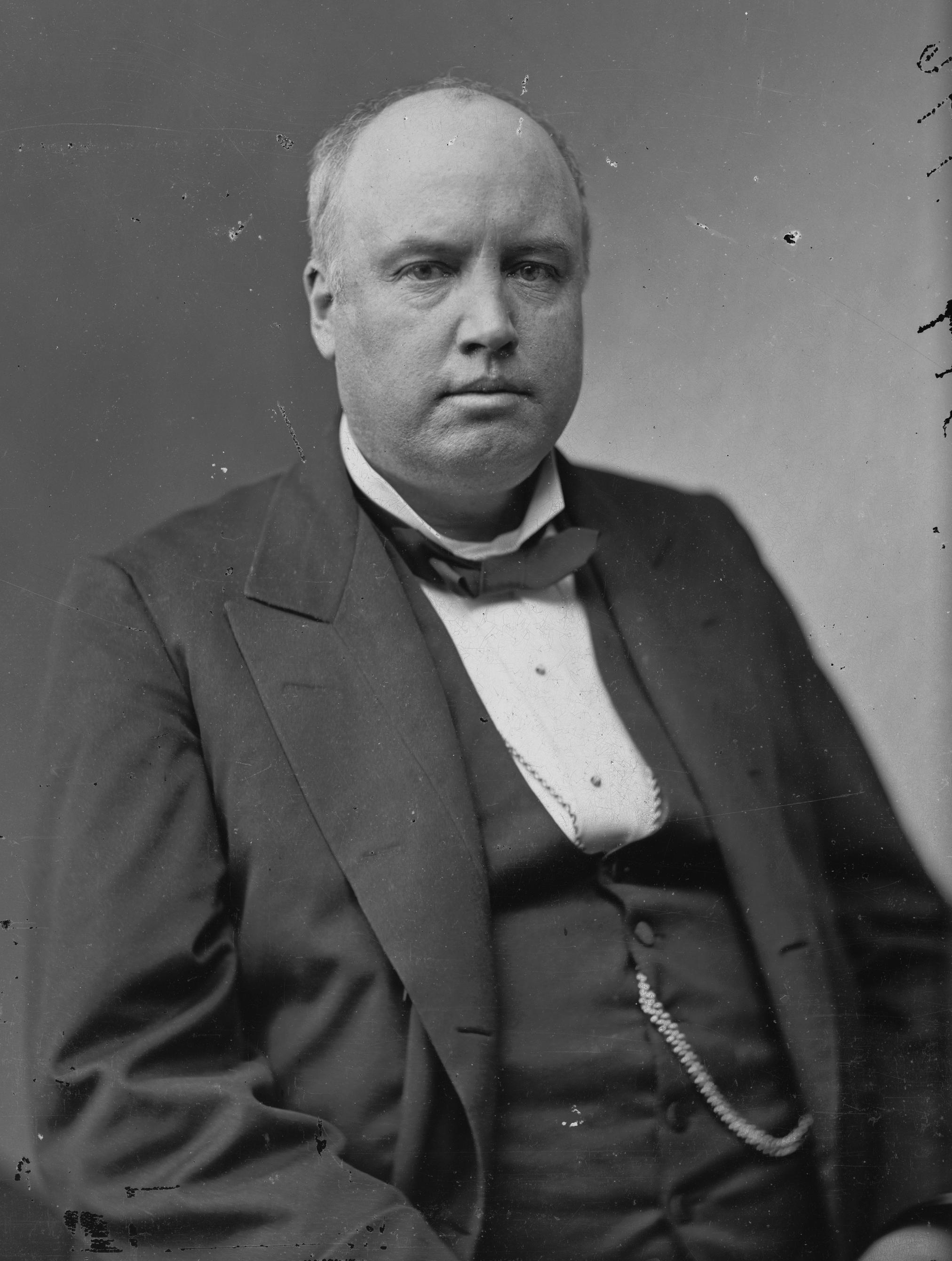
Robert G. Ingersoll (foto taget någon gång mellan 1865 och 1880) var en amerikansk politisk ledare och talare som förespråkade och försvarade agnosticism.

Men det betyder självklart inte att begreppet det ovetbara inte är filosofiskt användbart. Det är bara svårt att veta vad som uppfyller ovetbarheten.

## Betydelser
Det finns många betydelser av ordet agnosticism. Populärt menar man oftast att man inte är säker på om det finns en Gud eller inte, eller att man inte har tagit ställning.[källa behövs] Andra menar att man inte tror på Gud men att man inte är säker.[källa behövs] Andra avser ett förhållningssätt som ligger nära positivismen, i det att man inte antar något som inte kan bevisas.[källa behövs] Ett alternativt agnostiskt förhållningssätt ligger nära skepticismen, att tvivla på allt utom det absolut säkra, om man ens tror att någonting är säkert - "Det enda jag med säkerhet vet är att jag ingenting med säkerhet vet".[källa behövs]
Somliga agnostiker kallar sig ibland även ateister. Det kan både provocera och ge upphov till debatt som värderas, och det kan även klargöra att de i grunden anser det vara viktigare att klargöra att det inte finns skäl att tro att Gud finns, än att det är omöjligt att veta. De tror inte att Gud finns men de kan inte bevisa att det inte finns några Gudar. Många både troende och agnostiker menar att man inte kan vara ateist och agnostiker samtidigt, eftersom ateism innebär ett Gudsförnekande. Några hävdar även att ateism betyder en övertygelse att man kan bevisa att det inte finns någon Gud.[källa behövs] Detta är dock felaktigt då ordet ateism endast innebär avsaknad av eller avståndstagande från tro på någon Gud, Gudar och högre makter. Ett Gudsförnekande helt enkelt, men inte att man anser att det går att bevisa.
Inom religionssociologin pratar man även om agnostisk teism, det vill säga en Gudstro som säger att Gud är så stor att denne ligger utanför det mänskliga förståndet, eller att Gud lever i en övernaturlig värld som vi inte kan förstå.[källa behövs]
Nationalencyklopedins Ordbok (NEO) definierar agnosticism som en "filosofisk riktning som förnekar att kunskap om tillvarons yttersta grunder är möjlig". Det är en definition som kan kritiseras för att ordet "möjlig" borde bytas ut mot "tillgänglig".
För att bättre förstå agnosticismen är det även nödvändigt att relatera begreppet till det begrepp det tar avstånd ifrån, nämligen gnosticismer. Alltså läror, vissa av dem med flertusenåriga anor, som ansåg det finnas antingen en inre kunskap i varje människa, eller yttre, som t.ex. astrologi och numerologi, som är vägen till Gud och/eller till att förstå världen. En av de tidigare gnostiska lärorna var en där anhängarna kallade sin religion för gnosis, från 100-talet efter Kristus. De flesta gnostiker byggde sina läror på antingen judendomen eller kristendomen.